# Human Research Facility 2

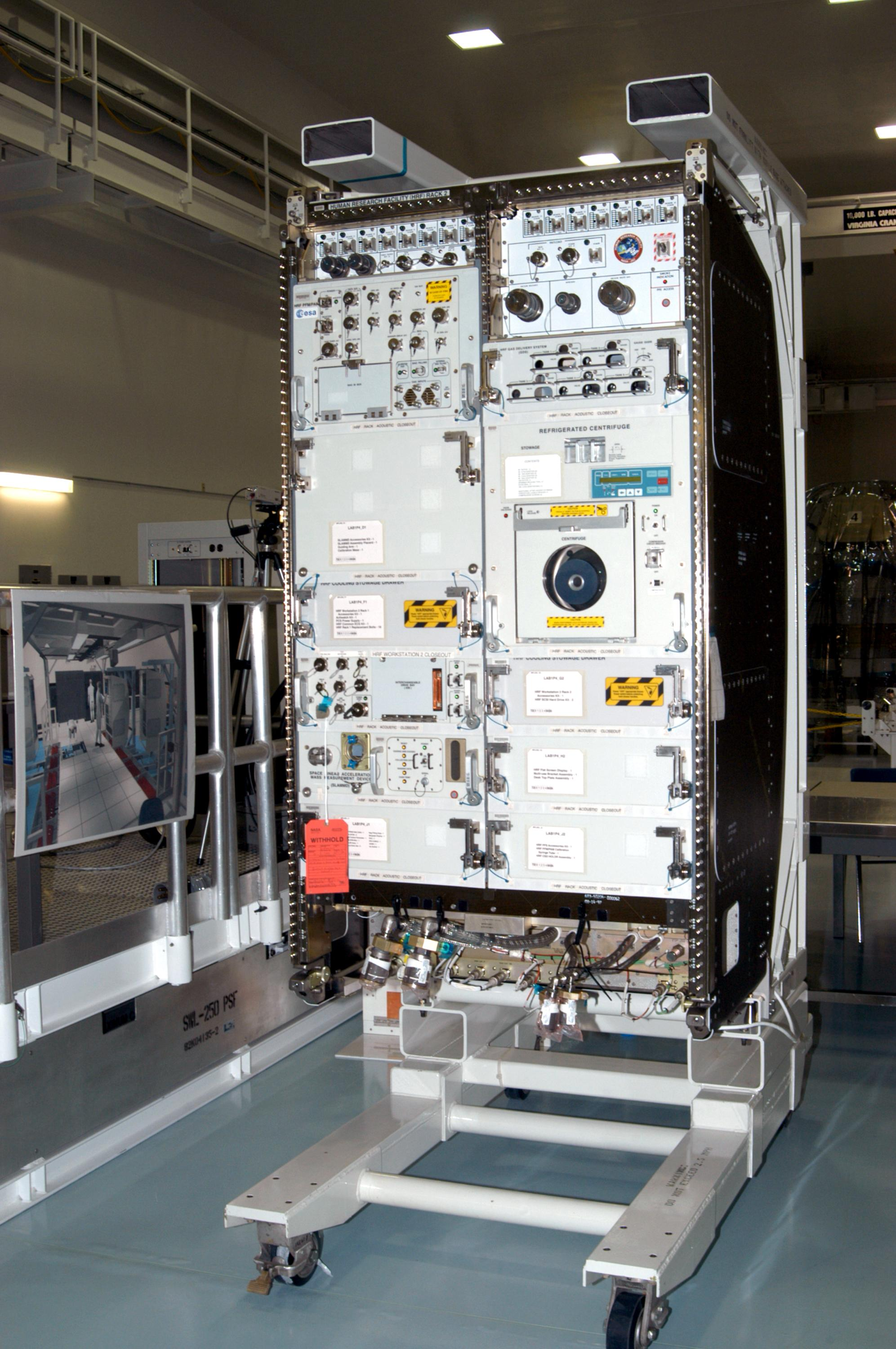
Human Research Facility-2 (HRF-2) a Terra, poco prima di essere installato nel MPLM nel 2005

Human Research Facility 2 (HRF-2) è un laboratorio scientifico a bordo del modulo Columbus della Stazione Spaziale Internazionale (ISS) dedicato alla ricerca sugli effetti della microgravità sul corpo umano. Insieme al Human Research Facility 1 (HRF-1) fa parte del programma della NASA per il supporto delle operazioni di ricerca umana (HRP – Human Research Program) e permette di condurre esperimenti fisiologici, comportamentali e chimici per studiare le risposte dell'organismo a missioni spaziali di lunga durata.

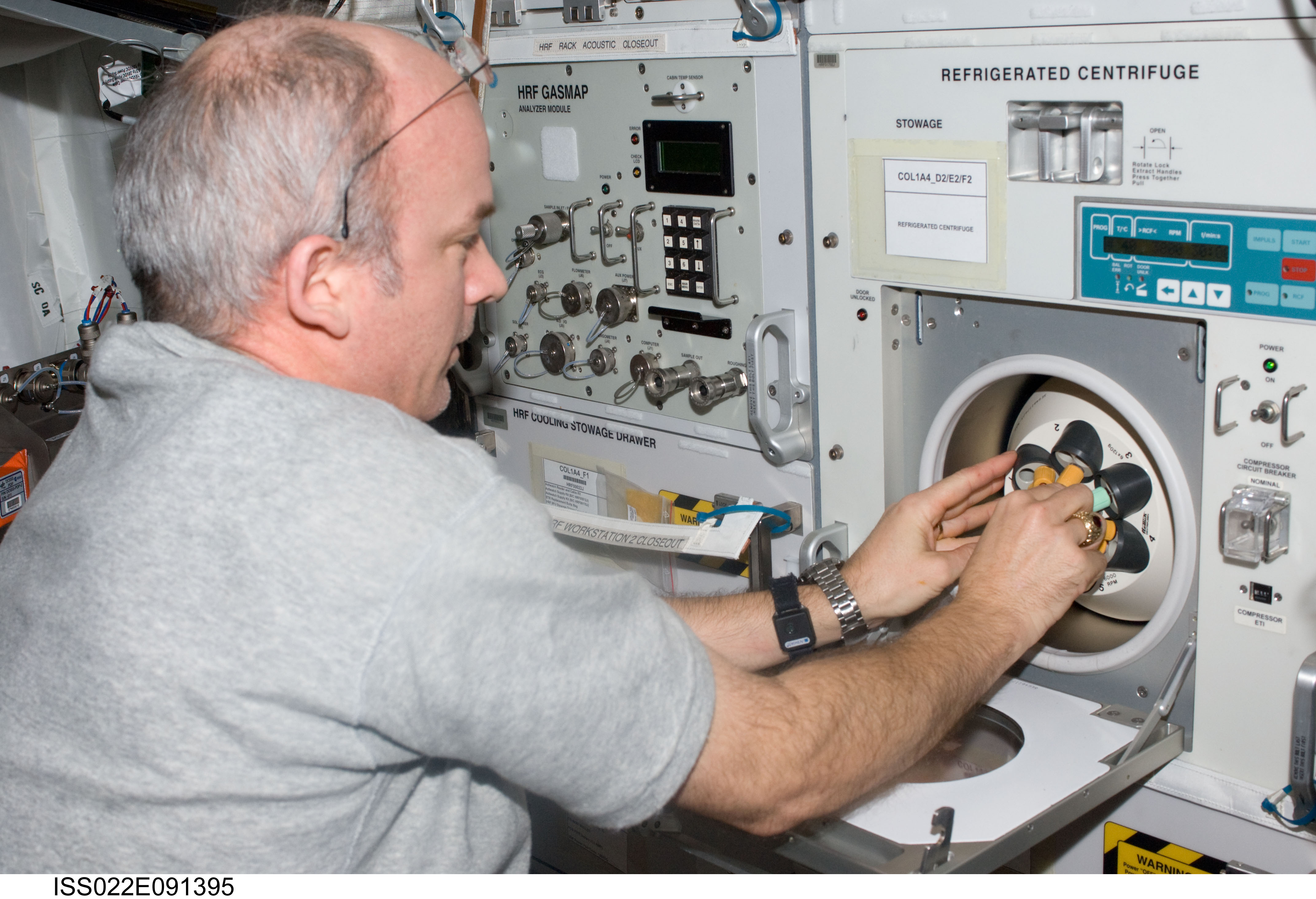
Jeffrey Williams inserisce dei campioni di sangue nella centrifuga HRF durante l'Expedition 22 (2010)

## Descrizione
Il HRF-2 si basa sulla struttura del International Standard Payload Rack (ISPR)/EXPRESS Rack ed è equipaggiato con:
- dispositivo per ecografie utilizzato per analisi cardiache, muscolari e vascolari;
- Pulmonary Function System (PFS), un dispositivo europeo sviluppato dalla società INNOVISION SA che consente l'analisi dei gas respiratori, misurando simultaneamente sei diversi gas con un solo respiro[2];
- HRF Payload Drawer che comprende una centrifuga HRF integrata, in grado di separare campioni biologici (sangue, urina, ecc...) a diverse densità;
- un computer portatile utilizzato per controllare gli esperimenti, raccogliere dati, annotare osservazioni dell'equipaggio e fornire capacità di ricevere/mandare dati da/a Terra;
- Tre Cooling Stowage Drawers (CSD) che forniscono flusso d'aria supplementare per il raffreddamento e stoccaggio di carichi utili scientifici;
- Due HRF 8PU Utility Drawers che fungono da sezioni di stoccaggio dotati di tecnologia RFID per l'inventario automatico dei materiali;
- Inoltre, l'HRF-2 integra dispositivi diagnostici come monitor ECG Holter, strumenti per il monitoraggio del flusso sanguigno e dispositivi per l'analisi cognitiva dell'equipaggio.[1]

## Lancio e spostamenti
Il HRF-2 è stato consegnato tramite la missione STS-114 dello Space Shuttle Discovery, lanciato il 26 luglio 2005. Il rack è stato consegnato alla ISS all'interno del Multi-Purpose Logistics Module (MPLM) contenuto nella stiva del Discovery. Il PFS doveva essere consegnato già installato nel laboratorio europeo Columbus nel 2008, ma a seguito dell'interesse manifestato dalla NASA, l'ESA ha deciso di accettare una finestra di lancio anticipata qualche anno prima.
L'installazione dell'HRF-2 è avvenuta inizialmente nel modulo laboratorio Destiny nel 2005 e nell'ottobre 2008, poco dopo l'arrivo del modulo Columbus sulla ISS, venne spostato insieme all'Human Research Facility 1 nel Columbus. Durante Expedition 11 (2005), il GASMAP che era inizialmente installato nell'HRF-1 venne trasferito all'HRF-2, mentre il dispositivo SLAMMD fu spostato da HRF-2 a HRF-1. Alcuni dispositivi associati, come il sistema di ultrasuoni Ultrasound 2 o la centrifuga HRF, possono essere temporaneamente smontati o riconfigurati, ma rimangono funzionalmente collegati all'HRF-2. Il design modulare dei Payload Drawers e dei dispositivi associati permette infatti una certa flessibilità di utilizzo senza la necessità di spostare fisicamente il rack.